# Apatelodes parvula
Apatelodes parvula is een vlinder uit de familie van de Apatelodidae. De wetenschappelijke naam van de soort is voor het eerst geldig gepubliceerd in 1894 door William Schaus.